# 梁文禮 (足球運動員)
梁文禮（Leung Man Lai，1988年1月16日—），生於香港，香港足球運動員，司職守門員。
2009年由大埔青年軍提升至一隊
2012年度轉戰乙組聯賽愉園並於2013年度與球隊升班至甲組聯賽。同年轉會至東方體育會  。
2014年度轉會至和富大埔，於第三場聯賽以精賽發揮協助球隊以1:1賽和南華體育會 。
2015-2018年轉戰業餘乙組球會淦源，並協助球隊取得升班資格後於2018-19季度離隊加盟夢想FC。
2019年夢想FC散班，再次轉戰業餘聯賽球隊高力北區至退役。

## 球員生涯
梁文禮生於香港，於2014年加盟港超聯球會和富大埔，不過球會最終提前一輪降班，而他則轉投香港乙組聯賽球會鹿特丹斯巴達(淦源)，並取得乙組冠軍升班上甲組。

## 揭發假波
2013年12月21日，於主場對傑志的聯賽中，當時替愉園把關的梁文禮己隊落後一球時，突然失控以粗口大罵隊友，其後梁文禮被換出場，最終愉園大敗1–5，令球迷揣測出現疑似假波醜聞，直到2014年1月5日愉園以0–5大敗給日之泉JC晨曦賽後，廉政公署人員闖入青衣運動場更衣室將愉園全隊球員及部份職員帶走調查，其後廉政公署以涉嫌打假波正式拘捕愉園六名球員，而香港足總暫停所有有關愉園在2013/14年度球季的餘下賽事。

## 外部連結
- Leung Man Lai （页面存档备份，存于）